# Nuhnenvorstadt
Nuhnenvorstadt – dzielnica w zachodnio-centralnej części Frankfurtu nad Odrą. W 2015 roku liczyła 7337 mieszkańców, a jej powierzchnia wynosi 630 ha. Potocznie nazywana West.
Do lat 20. XX wieku mieściły się tu zabudowania garnizonowe (obecnie centrum językowe Europejskiego Uniwersytetu Viadrina przy August-Bebel-Straße). Niemiecka nazwa dzielnicy Nuhnen pochodzi od słowiańskiej nazwy Nutnica co oznacza dwór, majątek, zagrodę.

## Osiedla
Nuhnenvorstadt składa się z osiedli:
- Paulinenhof,
- Großnuhnen,
- Rote Kaserne,
- Westkreuz/Seefichten,
- Gelbe Kaserne.

## Demografia
Źródło: 

## Galeria

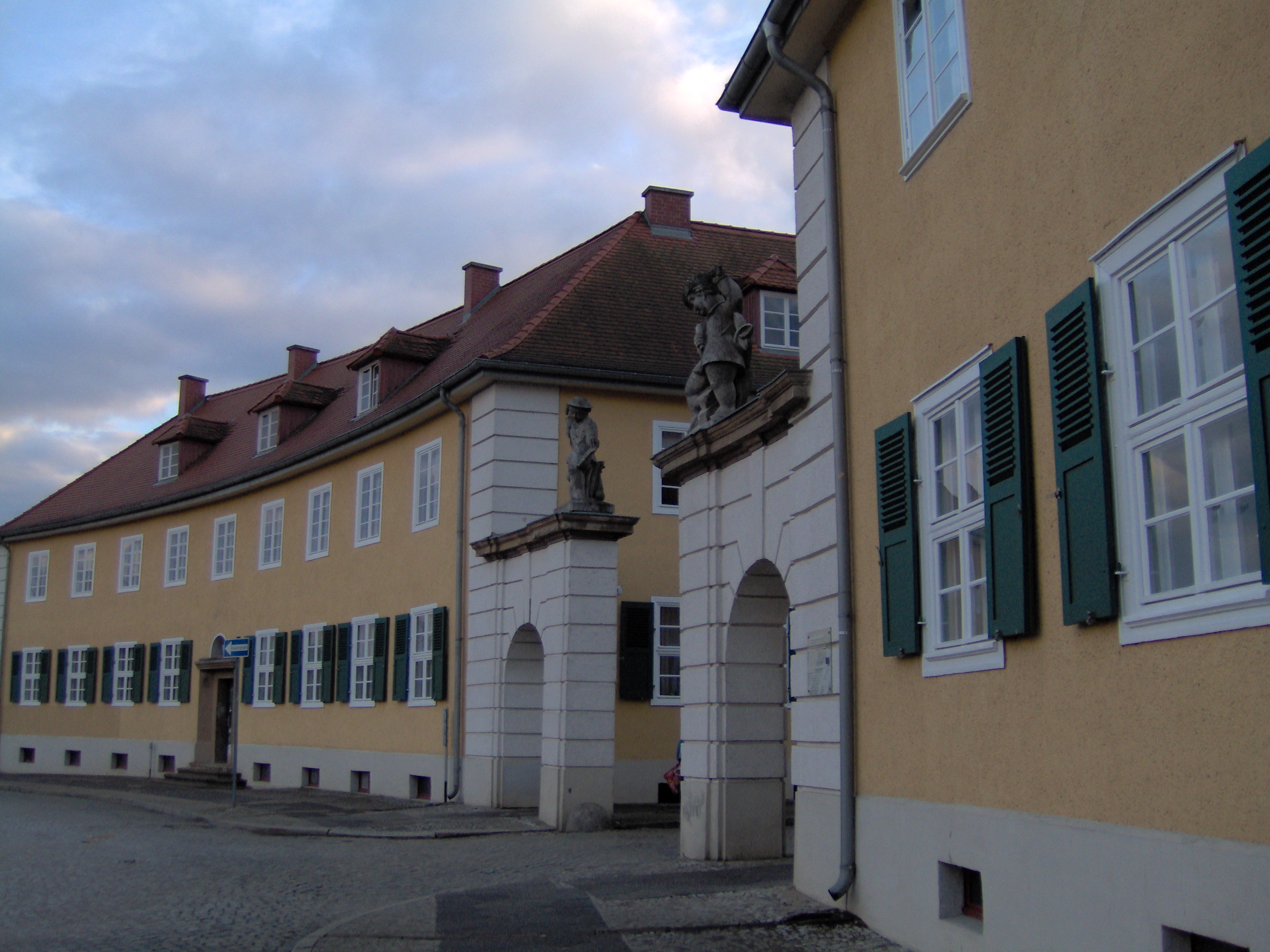
Paulinenhof
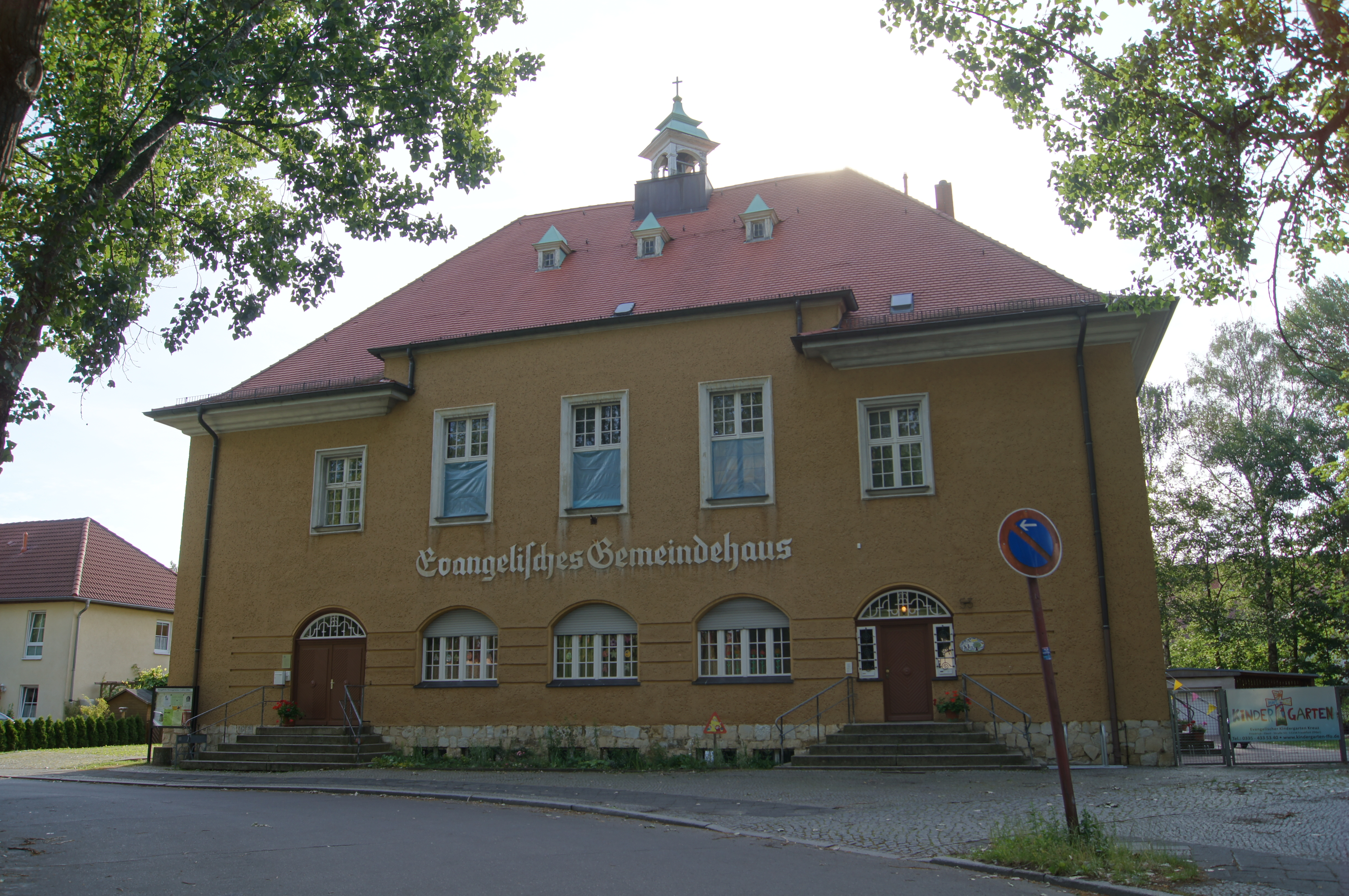
Ewangelicki dom spotkań
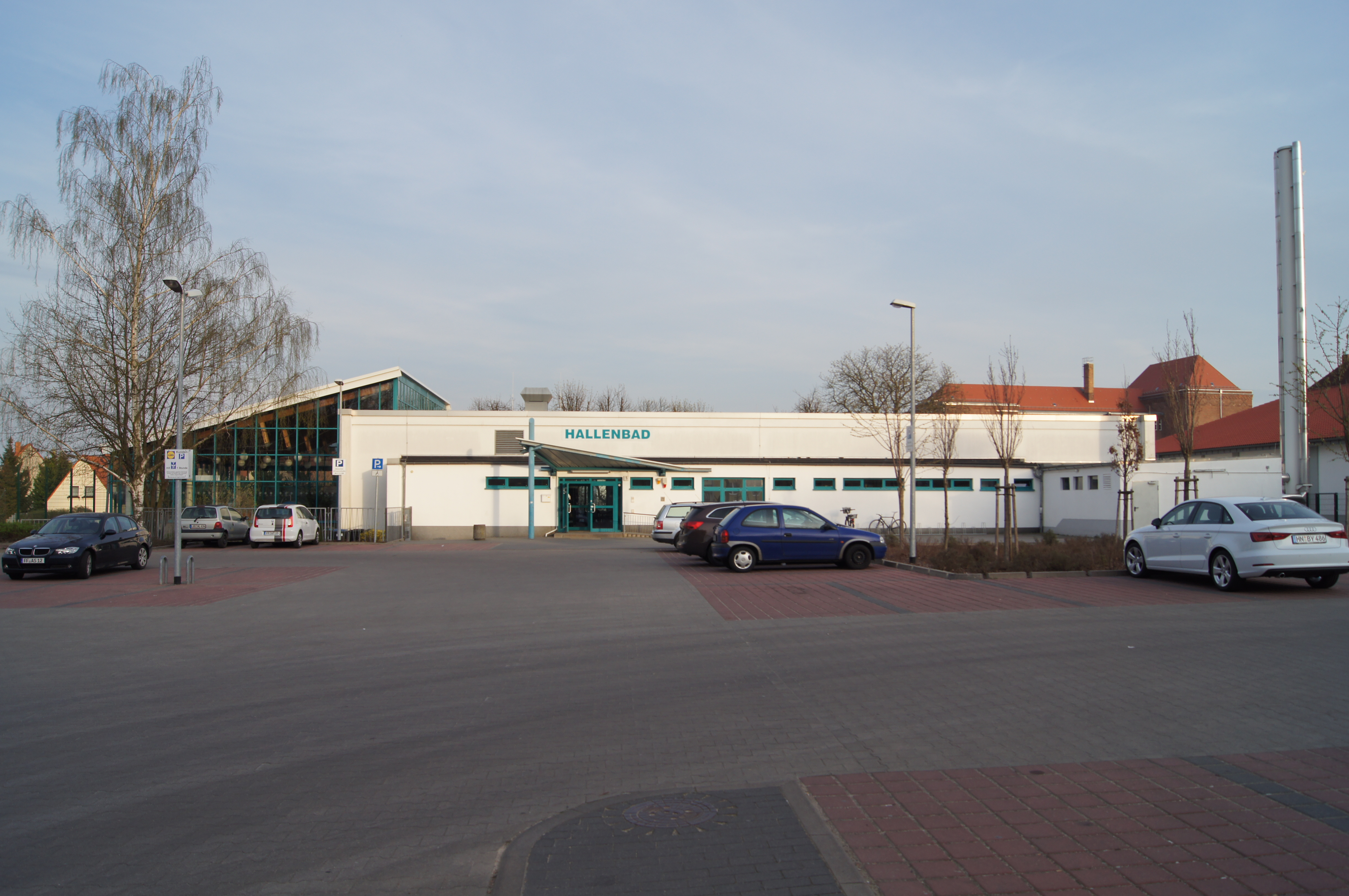
Kryta pływalnia
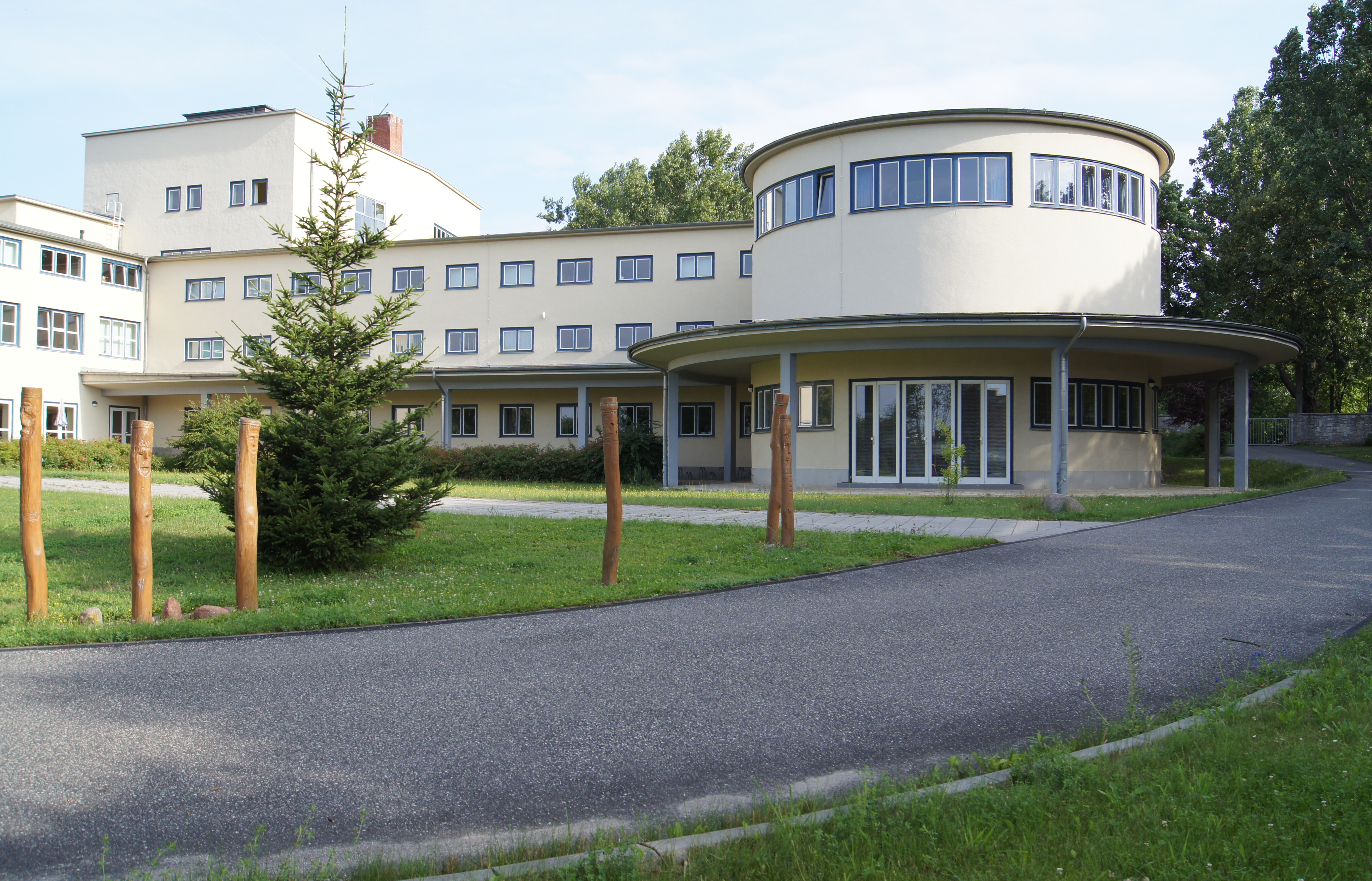
Akademia pedagogiczna